# Route principale 4 (Andorre)
Pour les articles homonymes, voir Route 4.
La route générale d'Andorre 4 - CG-4 (en catalan : carretera general 4) est une route andorrane reliant La Massana au port de Cabús, sur une distance de 18 kilomètres.

## Histoire
Jusqu'en 2008, la route est nommée CG-3 i 4 de la capitale à La Massana.

## Projets
La commune espagnole d'Alins a renouvelé en 2014 son souhait de voir la route forestière du hameau de Tor être améliorée pour faciliter la liaison avec la principauté d'Andorre. Le financement de ce projet n'a cependant pas été encore acté. 

## Parcours
| Points | Destinations                          | Bifurcation             | km  |
| ------ | ------------------------------------- | ----------------------- | --- |
|        | La Massana                            |                         | 0   |
|        | Collet dels Colls                     |                         | 0,5 |
|        |                                       |                         | 1   |
|        | Erts / Arinsal                        |                         | 2   |
|        | Xixerella                             |                         | 3,5 |
|        | Pal                                   |                         | 6   |
|        |                                       |                         | 8,5 |
|        | Coll de la Botella                    |                         | 12  |
|        | Port de Cabús                         |                         | 18  |
|        | Fin de route revêtue Carretera de Tor | Chemin local non classé | 18  |

## Observations

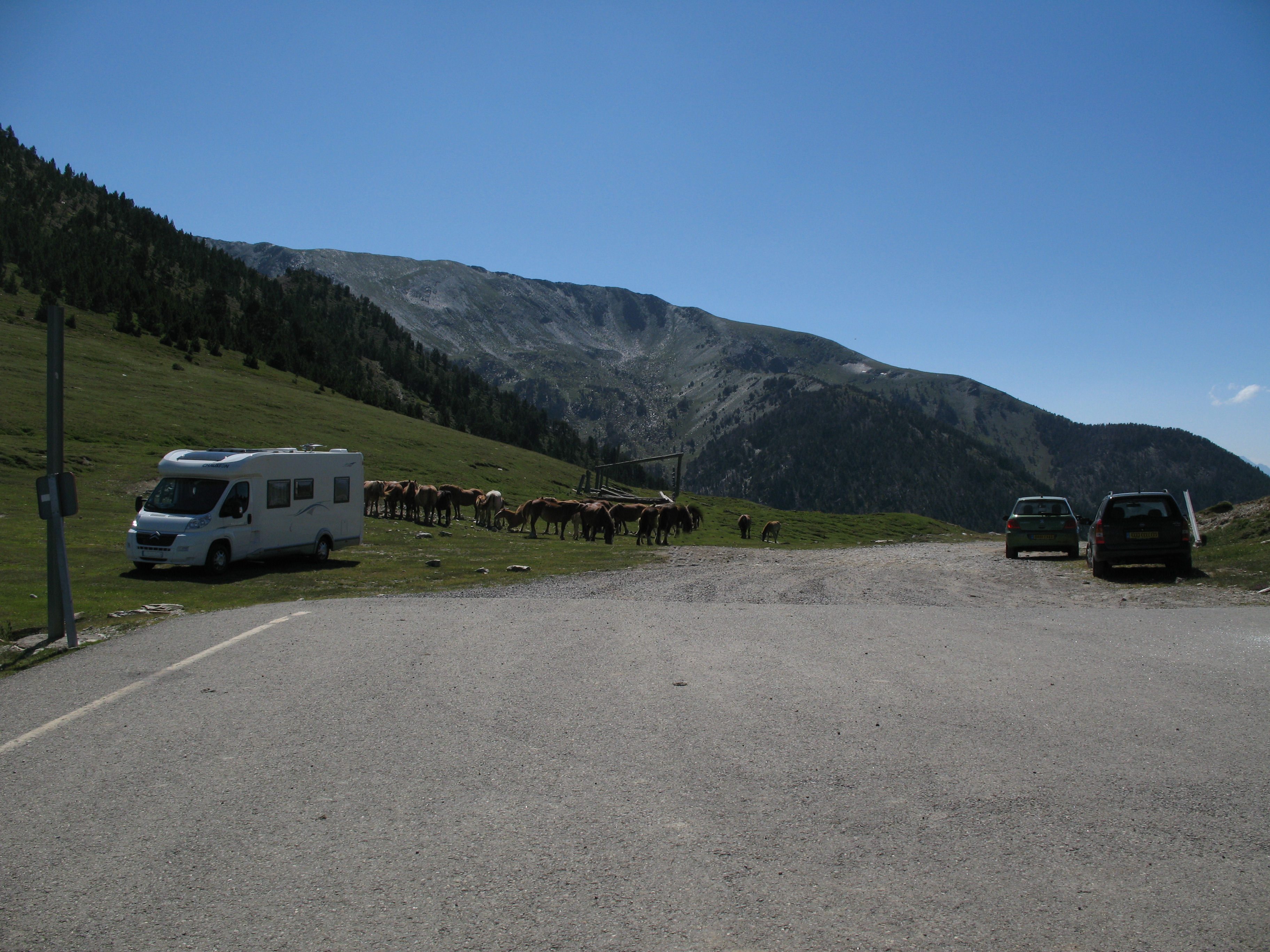
Fin de l'itinéraire de la CG-4 côté andorran avec la continuité sur un sentier non classé en territoire espagnol.

Cette route se termine en limite administrative de la principauté, exactement au 18e kilomètre, en même temps que la bande de bitume. Aucun poste de douane ni de panneau de changement d'État n'existe. Une seule indication, visible du côté espagnol de la frontière, figurait cependant à l'entrée du territoire andorran, mais qui a été récemment retirée pour une raison inconnue.
L'altitude de ce col est de 2 301 mètres.
Un sentier non classé et difficilement praticable par les véhicules légers assure le prolongement de cette route sur le territoire espagnol. Un projet de transformation de celui-ci en route forestière praticable en période estivale est envisagé mais n'a cependant pas encore pu être financé.